# آردا (بلغارستان)
آردا (به بلغاری: Arda) یک منطقهٔ مسکونی در بلغارستان است که در استان اسمولیان واقع شده‌است.
 آردا  ۳۱۴ نفر جمعیت دارد.